# Fagerlidtjärnen, Västerbotten
Fagerlidtjärnen är en sjö i Robertsfors kommun i Västerbotten och ingår i Kålabodaåns huvudavrinningsområde.